# الدروشا
الدروشا (به عربی: الدروشا) یک روستا در سوریه است که در استان ریف دمشق واقع شده‌است. الدروشا ۶٬۰۹۱ نفر جمعیت دارد.